# Manuel Heredia
Manuel Heredia Rojas (Lima, Perú, 9 de enero de 1986) es un futbolista peruano. Juega como guardameta y su equipo actual es Carlos A. Mannucci de la Liga 2 de Perú.

## Trayectoria

### Sporting Cristal
Realizó las divisiones menores en Sporting Cristal hasta 2003 que fue promovido al equipo filial en Segunda División. El 2004 fue promovido como tercer arquero del cuadro principal, hasta el 2005.
En el 2006 pasó al Coronel Bolognesi donde hace su debut en Primera División en el mes de abril; esa temporada fue el suplente de Diego Penny, aquí logró clasificar a la Copa Sudamericana 2007. 
En el 2008 fue cedido a calidad de préstamo al Sporting Cristal para disputar el Torneo Apertura y posteriormente al término de su cesión retornó al Coronel Bolognesi de Tacna. En 2009, volvió al cuadro rimense y disputó la Copa Libertadores 2009. 
Para el 2010, fue cedido a préstamo al Total Chalaco durante la primera etapa del Campeonato Descentralizado 2010. Problemas económicos hicieron que en septiembre de ese año retorne a  Sporting Cristal, pero no estuvo habilitado para jugar en lo que quedaba de la temporada.
Luego de permanecer en el cuadro rimense en el 2011 fue contratado por el Cienciano del Cusco para el 2012.

### Alianza Lima
A fin del año 2012 fue el primer fichaje del Club Alianza Lima. A pesar de su paso fugaz por el elenco blanquiazul, se sintió identificado como hincha, exaltando muchas veces su hinchaje por el equipo.
Luego de un paso fugaz por Estados Unidos, tuvo una oferta de Comerciantes Unidos, el cual no se concretó.

### Carlos A. Mannucci
Luego de aquello a mitad del 2018 fichó por Carlos A. Mannucci que asciende a Primera, sin embargo, solo jugó 2 partidos.
En el 2019 en Primera debuta en el arco trujillano en el empate 4-4 ante Ayacucho FC. Fue elegido junto con José Carvallo mejor arquero del año 2019 de la Liga 1 Movistar.

## Estadísticas
| Coronel Bolognesi · Perú                                                        | 1.ª           | 2006          | 6   | -    | —  | —   | — | —  | 6   | -    |
| Coronel Bolognesi · Perú                                                        | 1.ª           | 2007          | 2   | -2   | —  | —   | — | —  | 2   | -2   |
| Coronel Bolognesi · Perú                                                        | 1.ª           | 2008          | 25  | -47  | —  | —   | — | —  | 25  | -47  |
| Coronel Bolognesi · Perú                                                        | Total club    | Total club    | 33  | -49  | 0  | 0   | 0 | 0  | 33  | -49  |
| Sporting Cristal · Perú                                                         | 1.ª           | 2008          | 22  | -26  | —  | —   | — | —  | 22  | -26  |
| Sporting Cristal · Perú                                                         | 1.ª           | 2009          | 20  | -24  | —  | —   | 2 | -2 | 22  | -26  |
| Total Chalaco · Perú                                                            | 1.ª           | 2010          | 26  | -37  | —  | —   | — | —  | 26  | -37  |
| Total Chalaco · Perú                                                            | Total club    | Total club    | 26  | -37  | 0  | 0   | 0 | 0  | 26  | -37  |
| Sporting Cristal · Perú                                                         | 1.ª           | 2011          | 7   | -11  | 6  | -2  | — | —  | 13  | -13  |
| Sporting Cristal · Perú                                                         | Total club    | Total club    | 49  | -51  | 6  | -2  | 2 | -2 | 57  | -55  |
| Cienciano · Perú                                                                | 1ª            | 2012          | —   | —    | —  | —   | — | —  | 0   | 0    |
| Cienciano · Perú                                                                | Total club    | Total club    | 0   | 0    | 0  | 0   | 0 | 0  | 0   | 0    |
| Alianza Lima · Perú                                                             | 1.ª           | 2013          | 23  | -21  | —  | —   | — | —  | 23  | -21  |
| Alianza Lima · Perú                                                             | 1.ª           | 2014          | 2   | -2   | 2  | -3  | — | —  | 4   | -5   |
| Alianza Lima · Perú                                                             | Total club    | Total club    | 25  | -23  | 2  | -3  | 0 | 0  | 27  | -26  |
| U. T. C. · Perú                                                                 | 1.ª           | 2015          | 15  | -15  | —  | —   | — | —  | 15  | -15  |
| U. T. C. · Perú                                                                 | Total club    | Total club    | 15  | -15  | 0  | 0   | 0 | 0  | 15  | -15  |
| Defensor La Bocana · Perú                                                       | 1.ª           | 2016          | 33  | -58  | 0  | 0   | — | —  | 33  | -58  |
| Defensor La Bocana · Perú                                                       | Total club    | Total club    | 33  | -58  | 0  | 0   | 0 | 0  | 33  | -58  |
| Carlos A. Mannucci · Perú                                                       | 2.ª           | 2018          | 2   | -1   | —  | —   | — | —  | 2   | -1   |
| Carlos A. Mannucci · Perú                                                       | 1.ª           | 2019          | 32  | -39  | 3  | -6  | — | —  | 35  | -45  |
| Carlos A. Mannucci · Perú                                                       | 1.ª           | 2020          | 28  | -29  | —  | —   | — | —  | 28  | -29  |
| Carlos A. Mannucci · Perú                                                       | 1.ª           | 2021          | 24  | -35  | 5  | -5  | 1 | -2 | 30  | -42  |
| Carlos A. Mannucci · Perú                                                       | 1.ª           | 2022          | 28  | -40  | —  | —   | — | —  | 28  | -40  |
| Carlos A. Mannucci · Perú                                                       | 1.ª           | 2023          | 34  | -40  | —  | —   | — | —  | 34  | -40  |
| Carlos A. Mannucci · Perú                                                       | 1.ª           | 2024          |     |      |    |     |   |    |     |      |
| Carlos A. Mannucci · Perú                                                       | Total club    | Total club    | 148 | -154 | 8  | -11 | 1 | -2 | 157 | -167 |
| Total carrera                                                                   | Total carrera | Total carrera | 329 | -387 | 16 | -7  | 3 | -4 | 348 | -398 |
| (1) Incluye datos de Copa Bicentenario. (2) Incluye datos de Copa Sudamericana. |               |               |     |      |    |     |   |    |     |      |

## Palmarés

### Torneos y Campeonatos nacionales
| Título                    | Club              | País | Año  |
| ------------------------- | ----------------- | ---- | ---- |
| Primera División del Perú | Sporting Cristal  | Perú | 2005 |
| Torneo Clausura           | Coronel Bolognesi | Perú | 2007 |
| Torneo del Inca           | Alianza Lima      | Perú | 2014 |

### Distinciones individuales
| Distinción                                                                | Año  |
| ------------------------------------------------------------------------- | ---- |
| Preseleccionado como arquero en el mejor once de la Liga 1 según la SAFAP | 2019 |
| Arquero del año de la Liga 1                                              | 2019 |
| Preseleccionado como arquero en el mejor once de la Liga 1 según la SAFAP | 2020 |
| Nominado a mejor arquero del año de la Liga 1                             | 2020 |
| Preseleccionado como portero en el mejor once de la Liga 1 según la SAFAP | 2021 |